# الفرقة الفنية لجبهة التحرير الوطني
الفرقة الفنية لجبهة التحرير الوطني فرقة فنية جزائرية تضم العديد من الفنون في ميادين عدة من تمثيل وموسيقى وتأسست بتونس عام 1958 وفق "رؤية سياسية وفنية وجمالية مميزة حيث تشبع المنتسبين إليها بالوعي والنضال في كنف حركات فكرية وسياسية مثل الكشافة الإسلامية الجزائرية وجمعية العلماء المسلمين وتتكون الفرقة الفنية لجبهة التحرير الوطني, من 35 فنانا حسب القائمة الإسمية التي تظهر في الوثيقة الأرشيفية التي سلمها طه العامري للباحثين والدارسين

## دور الفرقة
لعبت الفرقة الفنية دورا بارزا في الدبلوماسية الثقافية والدبلوماسية الشعبية التي لم تقل أهمية عن الدبلوماسية السياسية فكانت بحق مدرسة نضالية تخرج منها فنانين وشهداء منهم حبيب رضا والشهيدين مجيد حطاب ومحمد التوري.

## أعمال
من أبرز أعمال الفرقة:
- 1959 أبناء القصبة التي عُرضت لأوّل مرّة عام في الحدود الجزائرية التونسية،
- 1960:الخالدون التي عُرضت في تونس والصين،
- 1961:" نحو النور" التي عُرضت في الاتحاد السوفييتي،
- 1961:"دم الأحرار" التي عُرضت في تونس والمغرب والعراق.